# (I'd like to be in) Charlie's shoes
"(I'd like to be in) Charlie's shoes" — soms korter, "Charlie's shoes" — is een single van Billy Walker (1962). Het nummer was de enige nummer 1-hit van zijn carrière. "Charlie's shoes" stond 23 weken in de hitlijsten, waarvan twee weken op de toppositie.
Guy Mitchell bracht een eigen versie uit in 1962. Deze versie behaalde de 110e positie in de Billboard Hot 100.
Andere versies zijn uitgebracht door Eddy Arnold en Faron Young.

## Hitlijsten
| Hitlijst (1962)            | Hoogste positie |
| -------------------------- | --------------- |
| VS Billboard Hot C&W Sides | 1               |